# SG Schozach-Bottwartal
Die Spielgemeinschaft Schozach-Bottwartal e. V. ist ein Handballverein aus dem Landkreis Heilbronn. Die Frauenmannschaft spielt in der 3. Liga.

## Verein
Die Spielgemeinschaft wurde am 22. Dezember 2014 aus den Vereinen TGV Abstatt, TSV Untergruppenbach, SV Schozach, TGV Beilstein und der TSV Gronau gegründet. Die letzteren beiden Vereine bildeten vorher seit 2009 die SG Bottwartal.

## Frauen
Ein erster Erfolg war die Bundesligateilnahme der weiblichen A-Jugend in der Saison 2015/16. In dieser Saison startete die Damenmannschaft in der Landesliga. Der Mannschaft gelang direkt der Aufstieg in die Württemberg-Liga. Nach der Saison 2017/18 gelang der Aufstieg in die Baden-Württemberg-Oberliga, wo in der folgenden Saison die Vizemeisterschaft erreicht wurde. Somit stieg die Damenmannschaft in die 3. Liga auf. In der Saison 2021/22 gelang der Aufstieg in die 2. Bundesliga. Nach einer Spielzeit in der 2. Bundesliga kehrte die Mannschaft wieder in die Drittklassigkeit zurück.

## Bekannte Persönlichkeiten
- Selina Kalmbach
- Trixi Hanak
- Svenja Kaufmann
- Marielle Bohm (Co-Trainerin)
- Henning Fröschle (Trainer)
- Benjamin Krotz (Spieler)